# Passo della Crosetta
Der Passo della Crosetta ist ein 1127 m s.l.m. hoher Gebirgspass in den Belluneser Alpen in Italien. Er liegt an der Grenze der Regionen Venetien und Friaul-Julisch Venetien.

## Auffahrten
Der Passo della Crosetta liegt an der ehemaligen Staatsstraße SS422 dell’Alpago e del Cansiglio, mittlerweile zur  Provinzstraße SP422 herabgestuft, kann aber abschnittsweise auch über Nebenstraßen befahren werden. Von Süden führen die SP422 und SP61 von Vittorio Veneto bzw. Caneva auf die Passhöhe, wobei beide rund 15 Kilometer lang sind und gleichmäßig mit etwa 7 % bergauf führen. Die schmalere SP61 beinhaltet zahlreiche Kehren, ehe sie kurz vor dem höchsten Punkt in die SP422 mündet.
Im Norden beginnt die SP422 bei Puos d’Alpago anzusteigen und führt über Tambre und Spert in Richtung Süden. Während auf den ersten zehn Kilometern Steigungsprozente von über 7 % erreicht werden, flacht der Anstieg im Anschluss ab und verläuft auf den letzten 16 Kilometern auf einem Plateau mit geringen Steigungsprozenten von weniger als 3 %. Die schmalere SP28 führt von Farra d’Alpago über einen rund fünf Kilometer langen Abschnitt nach Spert, wo sie in die SP422 mündet. Die durchschnittliche Steigung der ersten vier Kilometer liegt bei über 10 %.

## Radsport
Der Giro d’Italia führte erstmals im Jahr 1962 über den Passo della Crosetta. Der Pass wurde damals auf der 13. Etappe unter dem Namen Bosco del Consiglio befahren, ehe das Ziel in Nevegal erreicht wurde. Der Italiener Nino Defilippis erreichte als erster Fahrer die Bergwertung, die über die SP422 aus südlicher Richtung in Angriff genommen worden war. In den Jahren 1966 und 1968 kehrte die Italien-Rundfahrt zu dem Pass zurück und führte beide Male über die Nordauffahrt, ehe das Ziel in Vittorio Veneto erreicht wurde. Nach zehn jähriger Abwesenheit kehrte der Passo della Crosetta im Jahr 1978 ins Programm des Giro d’Italia zurück, wobei sich mit Ueli Sutter erstmals ein Schweizer die Bergwertung am Ende der Südauffahrt sicherte. Die bislang letzte Befahrung erfolgte im Rahmen der 16. Etappe des Giro d’Italia 2021, die aufgrund des schlechten Wetters verkürzt worden war. Geoffrey Bouchard sicherte sich die Bergwertung der 1. Kategorie, ehe es in die Dolomiten ging. Im Jahr 2023 führte der Giro d’Italia auf der 18. Etappe erneut über die Südauffahrt des Passo della Crosetta, wobei sich Thibaut Pinot die Bergwertung sicherte.
| Jahr | Etappe     | Bergwertung  | Fahrer            | Auffahrt |
| ---- | ---------- | ------------ | ----------------- | -------- |
| 1962 | 13. Etappe | GPM          | Nino Defilippis   | Süd      |
| 1966 | 21. Etappe | GPM          | Pietro Scandelli  | Nord     |
| 1968 | 13. Etappe | GPM          | Lino Farisato     | Nord     |
| 1978 | 15. Etappe | GPM          | Ueli Sutter       | Süd      |
| 2021 | 16. Etappe | 1. Kategorie | Geoffrey Bouchard | Süd      |
| 2023 | 18. Etappe | 1. Kategorie | Thibaut Pinot     | Süd      |